# Bayerische Pt 2/4 N
Die  Bayerische Pt 2/4 N war ein Dampflokomotivtyp der Königlich Bayerischen Staatsbahn.

## Beschreibung
Sie wurde zu Vergleichszwecken parallel zur Bayerischen Pt 2/3 entwickelt. Statt der festen Laufachse erhielt die Lok ein Drehgestell. Diese Änderung brachte keine Vorteile, so dass man sich für den Bau der kostengünstigeren Pt 2/3 entschied. Die beiden Fahrzeuge wurden zwar von der Reichsbahn übernommen, aber bereits 1928 ausgemustert.